# Stock Gaylard
Stock Gaylard var en civil parish fram till 1884 då den blev en del av Lydlinch, i grevskapet Dorset, i England. Civil parish var belägen 22 km från Dorchester och hade 61 invånare år 1881. Byn nämndes i Domedagsboken (Domesday Book) år 1086, och kallades då Stoches.